# أدولف سيزر
أدولف سيزر (بالإنجليزية: Adolph Caesar)‏ مواليد 5 ديسمبر 1933 في نيويورك، الولايات المتحدة - الوفاة 06 مارس 1986 في لوس أنجلوس، هو ممثل ومخرج أمريكي.

## الأعمال
- تشي!
- قصة جندي

## روابط خارجية
- أدولف سيزر على موقع IMDb (الإنجليزية)
- أدولف سيزر على موقع ألو سيني (الفرنسية)
- أدولف سيزر على موقع أول موفي (الإنجليزية)
- أدولف سيزر على موقع قاعدة بيانات برودواي على الإنترنت (الإنجليزية)
- أدولف سيزر على موقع قاعدة بيانات الأفلام السويدية (السويدية)
- أدولف سيزر على موقع إن إن دي بي (الإنجليزية)
- أدولف سيزر على موقع قاعدة بيانات الفيلم (الإنجليزية)
- أدولف سيزر على موقع كينوبويسك (الروسية)